# اولگا (آریزونا)
اولگا (به انگلیسی: Olga) یک منطقهٔ مسکونی در ایالات متحده آمریکا است که در آریزونا واقع شده است. اولگا ۱٬۱۰۷ متر بالاتر از سطح دریا واقع شده است.